# Eugène Laudy
Eugène Jan Laudy (Heerlen, 6 september 1921 – aldaar, 3 maart 1995) was een Nederlands beeldend kunstenaar.

## Leven en werk

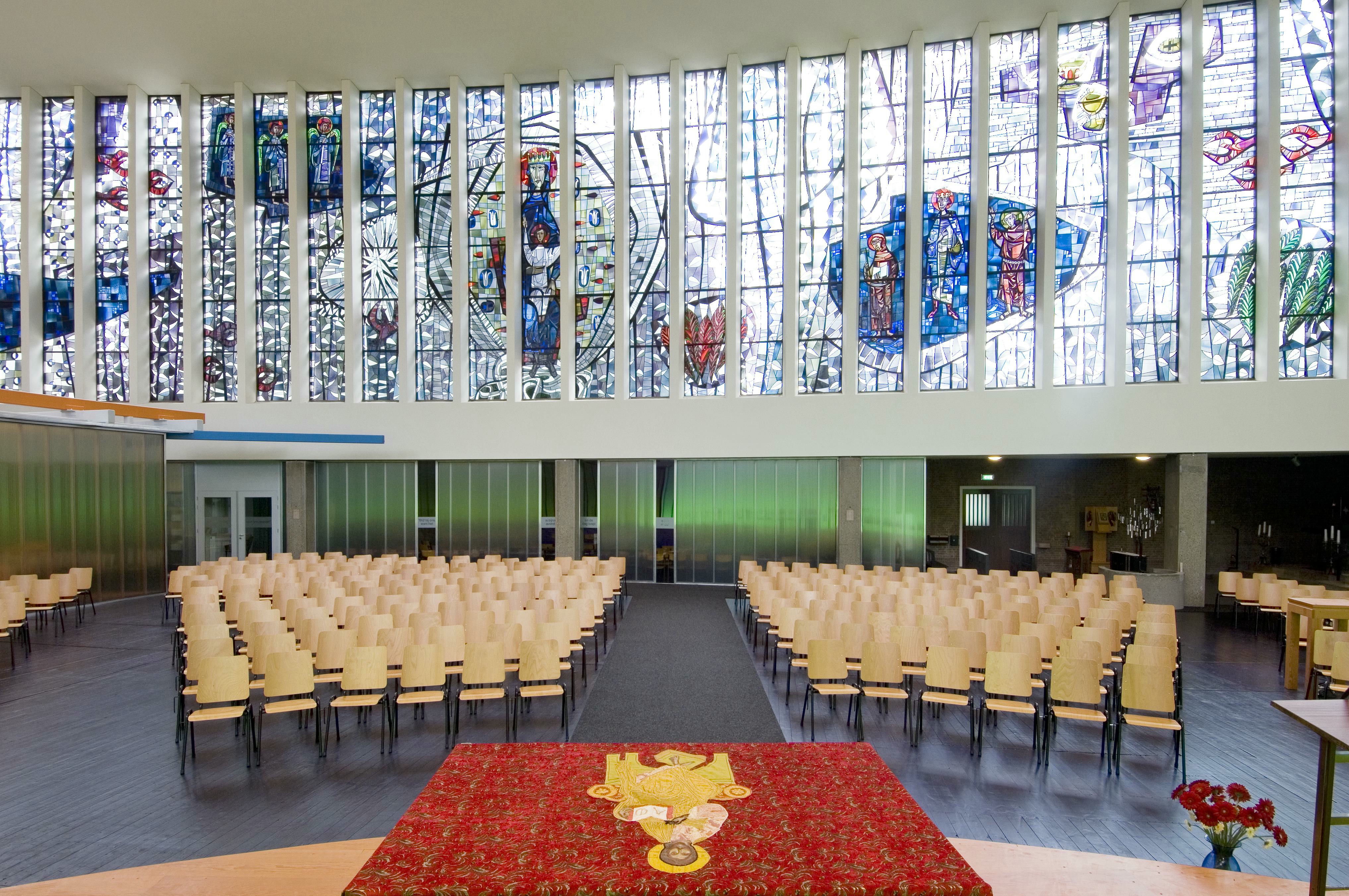
HH. Antonius- en Lodewijkkerk in Den Haag met glas-in-loodramen van Laudy

Laudy werd 6 september 1921 in Heerlen geboren als zoon van de tekenleraar Victor Hubert Laudy en Leonie Anna Maria Elvira Meuter. Hij volgde van 1936 tot 1941 de opleiding aan de Stadsacademie voor Beeldende Kunsten in Maastricht en aan de Mozaïekschool in Ravenna. Als beeldend kunstenaar was hij op een breed terrein werkzaam. Hij was onder meer glas- en wandschilder, beeldhouwer, textielkunstenaar, vervaardiger van monumentale kunst en hij maakte mozaïeken. In 1961 won hij de Jongerenprijs Limburg voor de ramen die hij heeft ontworpen voor de HH Antonius- en Lodewijkkerk (Emmauskerk) in Den Haag. Hij was lid van de Vereniging van Beoefenaars der Monumentale Kunsten.
Laudy behoorde tot de zogenaamde Limburgse School, een groep kunstenaars die zich liet inspireren door Charles Eyck en die vooral religieuze kunst in een barokstijl vervaardigde. Laudy heeft voor veel kerken glas-in-loodramen gemaakt. Zijn werk voor de Emmauskerk in Den Haag - hij maakte voor deze kerk de beglazing van twee wanden van 40 meter breed en acht meter hoog - was mede bepalend voor de aanwijzing van deze kerk tot rijksmonument. In een uitzending van de KRO in 1960 is in de rubriek "Religieuze voorstelling in de eigen tijd" aandacht besteed aan deze ramen.  Ook de Sint-Pancratiuskerk in Heerlen bezit een groot aantal ramen van Laudy.
Werk van Laudy bevindt zich onder meer in kerken in Boxmeer, Broekhem-Valkenburg, Brunssum, Eygelshoven, Echt, Geulle, Kerensheide-Stein, Maastricht, Nijmegen, Roermond, Veldhoven en Wageningen.
Laudy was getrouwd met Antonia Leonie Josephina (Fientje) Vaessen. Hij was een neef (oomzegger) van de kunstschilder Jean Laudy en vader van de beeldend kunstenaar Cyriel Laudy. Zijn broer Maurice was typograaf. Hij overleed op 3 maart 1995 op 74-jarige leeftijd in zijn woonplaats Heerlen.
In 1986 werd hij op zijn 65e verjaardag onderscheiden met de Pauselijke onderscheiding Pro Ecclesia et Pontifice.

## Werken (selectie)
- 1947: Muurschilderingen en ramen voor de Sint-Martinuskerk (Welten)[3]
- 1948: Verzetsmonument Voerendaal
- 1961: glazen voor de Vredeskapel, Heerlen
- 1961-1963: glazen voor de Sint-Petruskerk, Roggel
- 1967: Twee handen dragen de zon, Hulsberg
- glazen voor de Sint-Martinuskerk, Horn
- glazen voor de Sint-Hubertuskerk, Maastricht
- glazen voor de Surp Karapetkerk, Maastricht

## Galerij

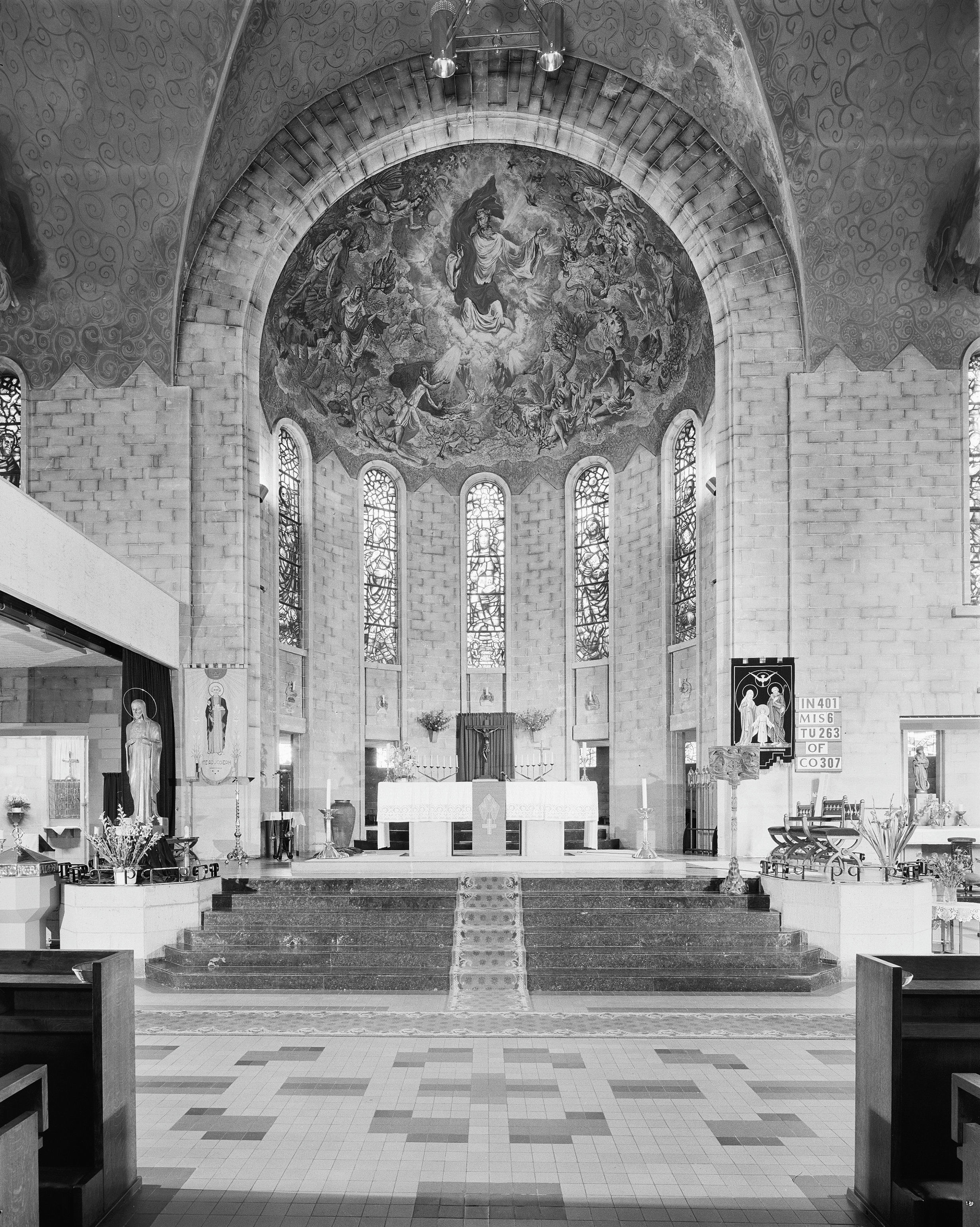
Koorgewelfschildering, Broekhem
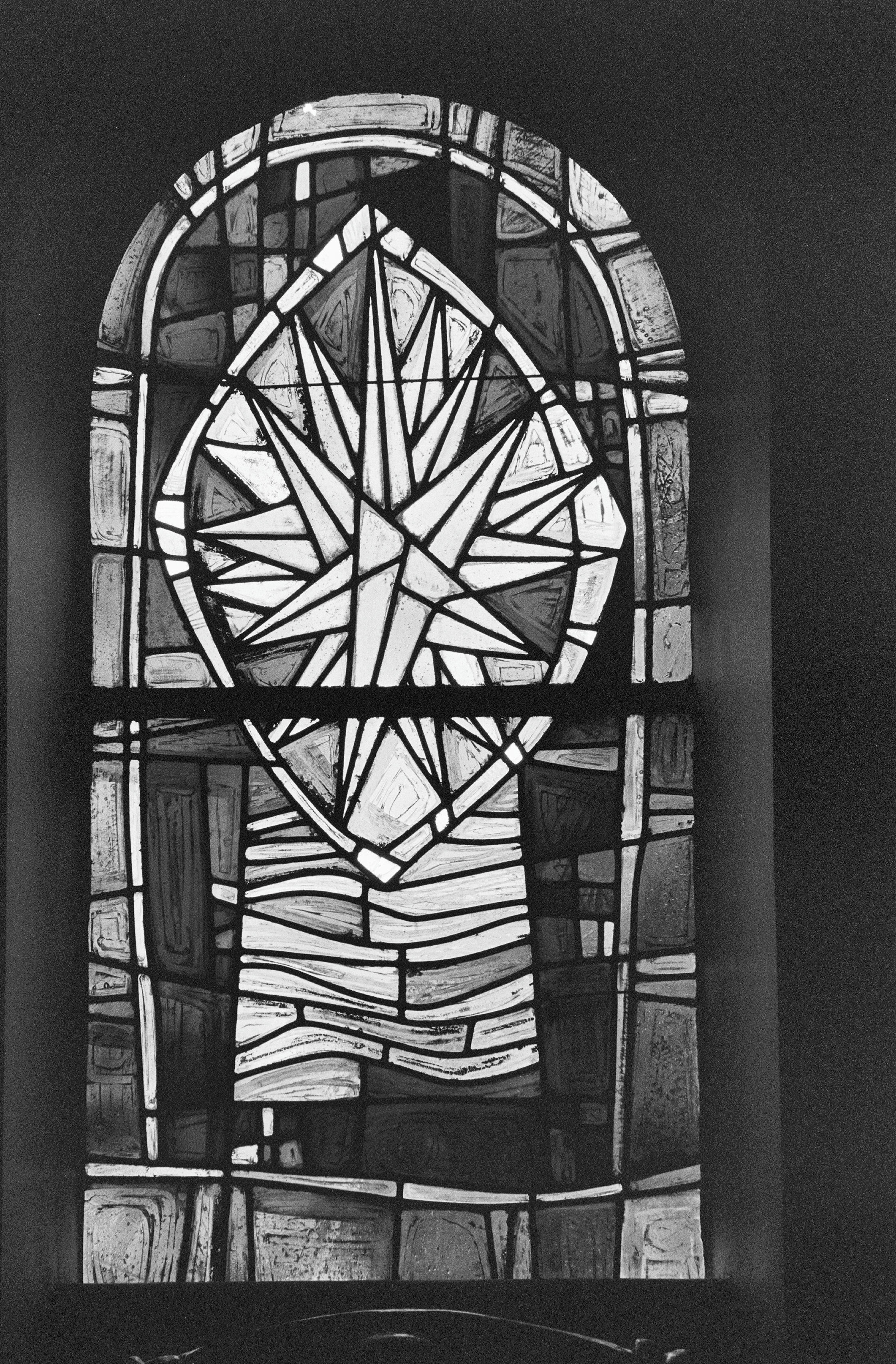
Petrus-Bandenkerk, Maastricht-Heer
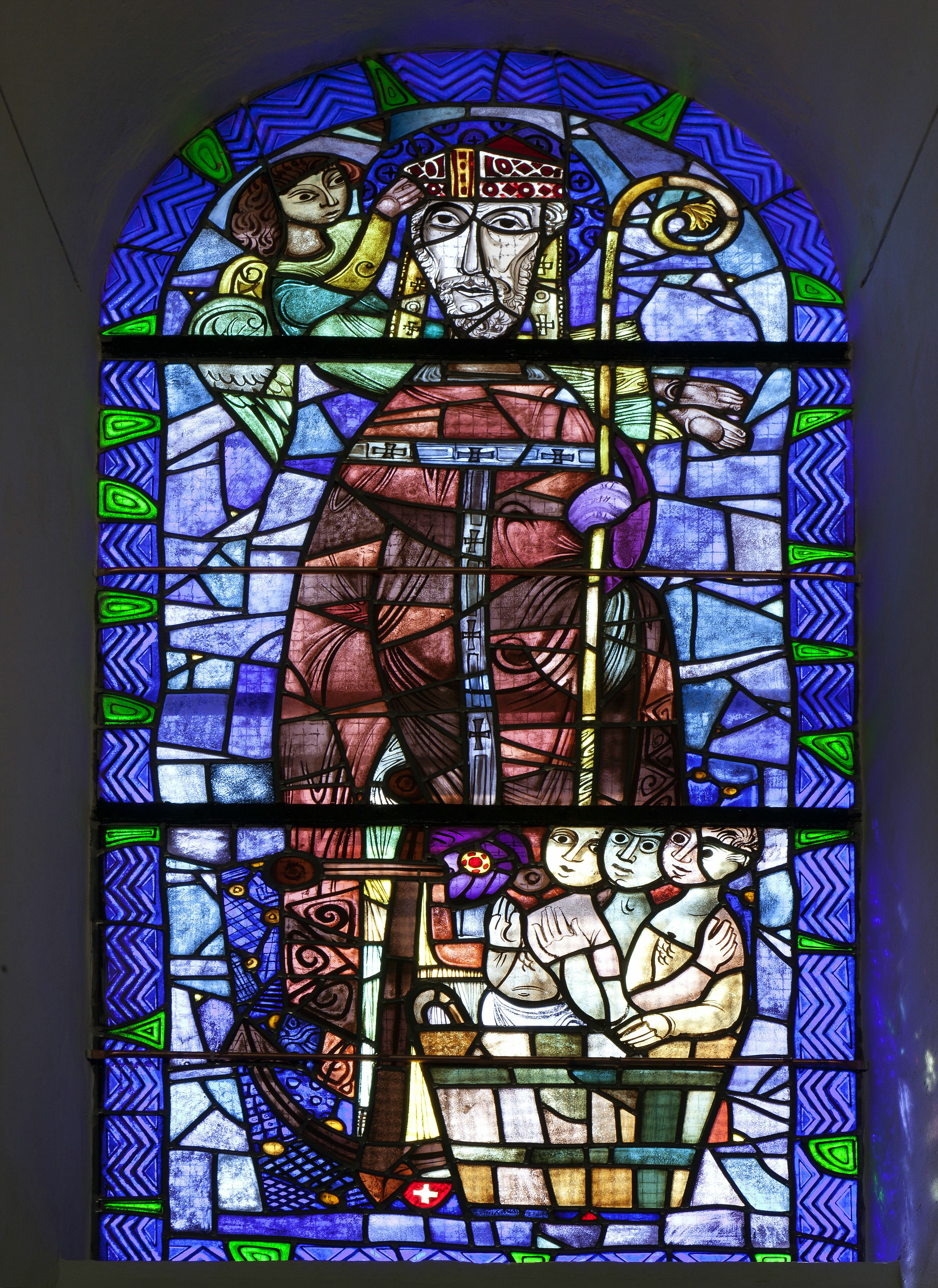
St-Pancratiuskerk, Heerlen
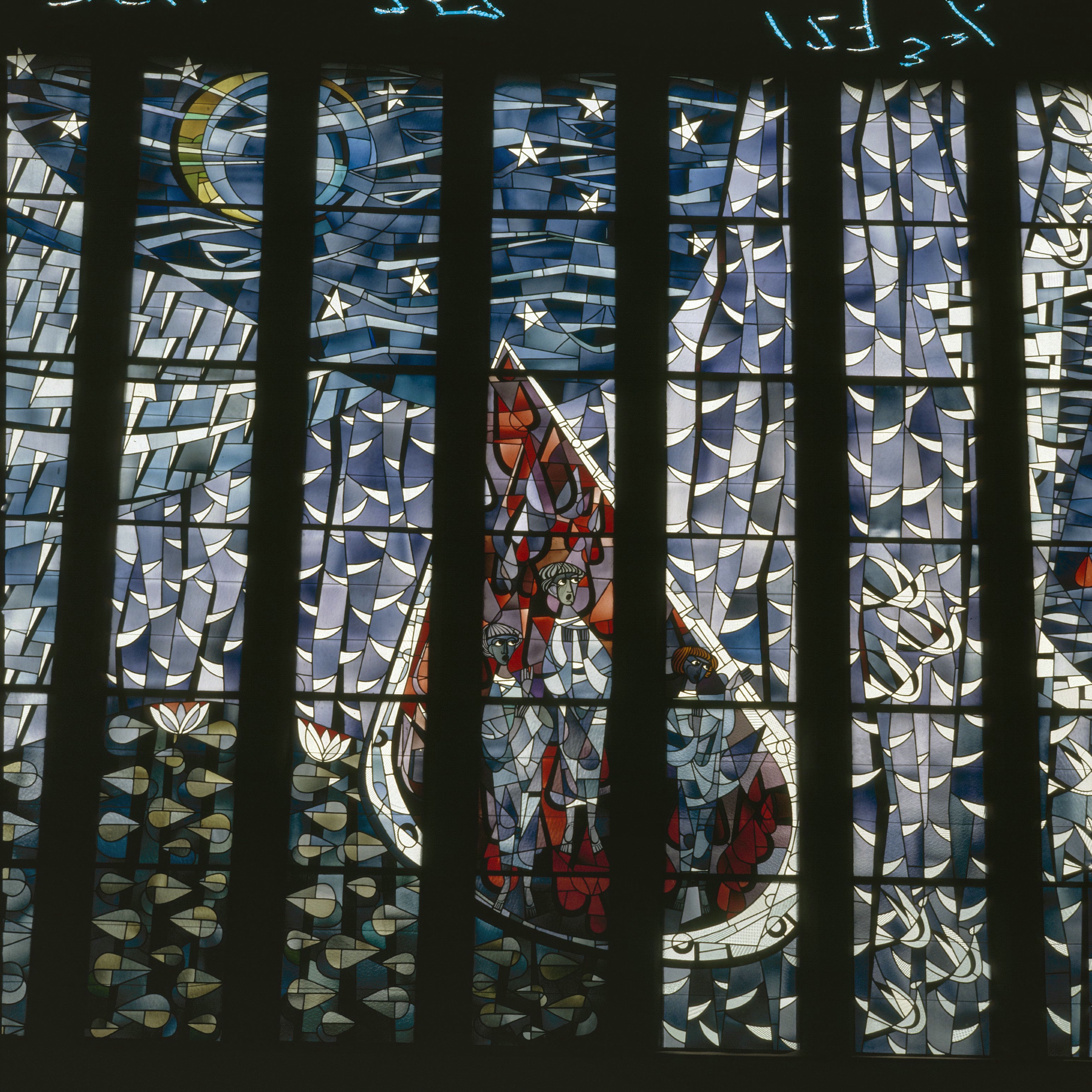
HH. Antonius- en Lodewijkkerk, Den Haag
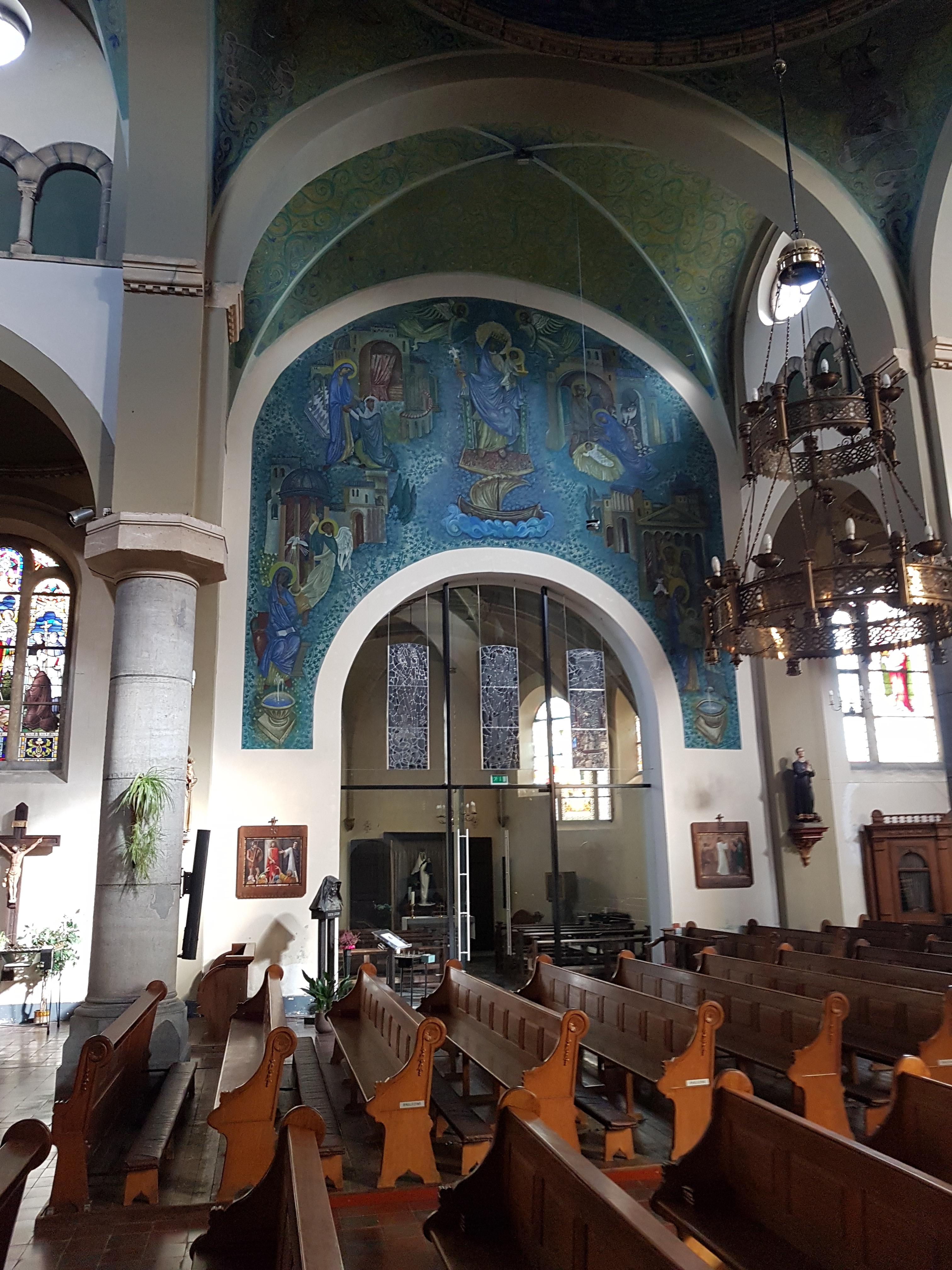
Sint Martinuskerk te Geulle aan de Maas
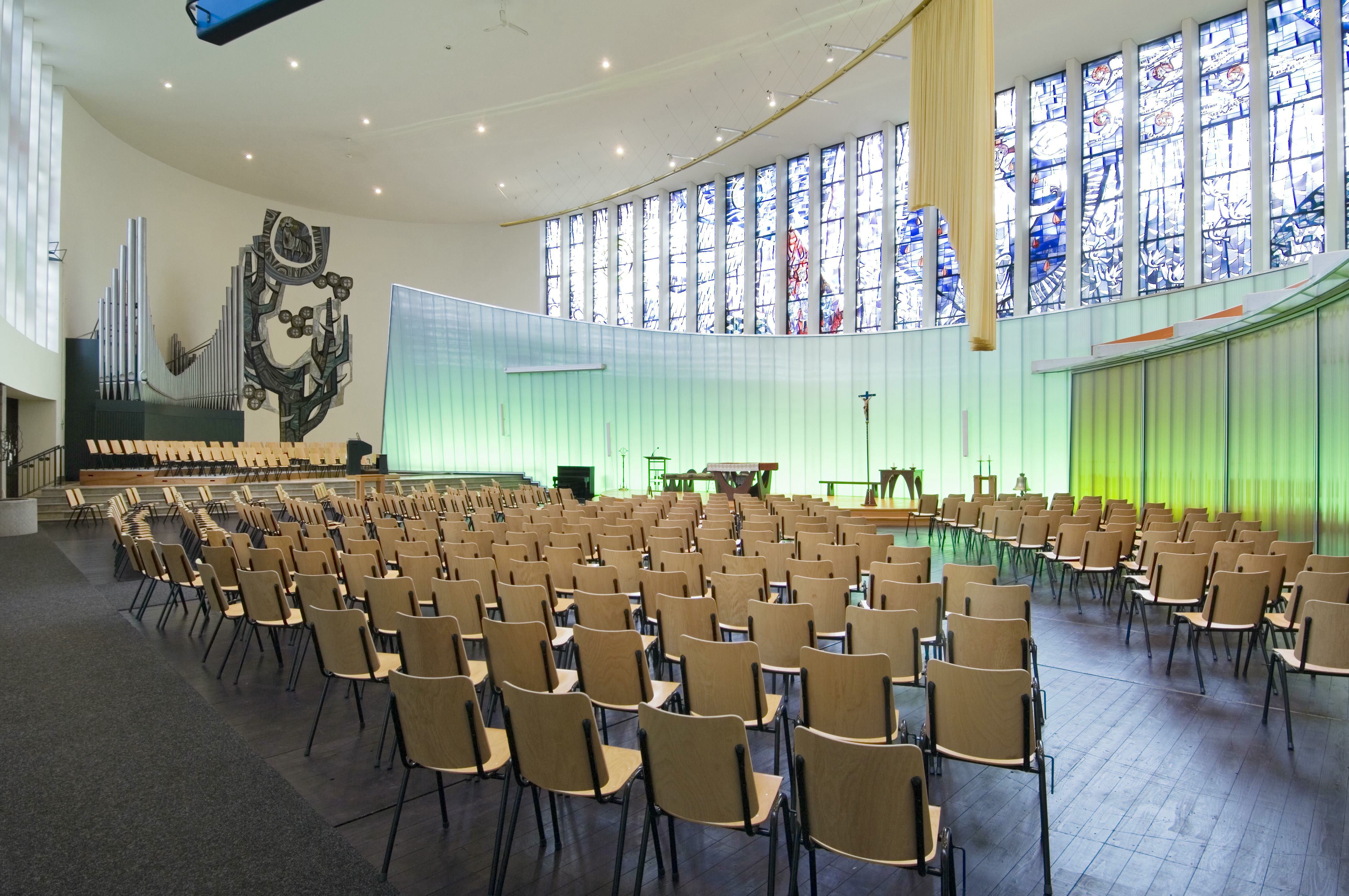
Den Haag  H.H. Antonius en Lodewijk
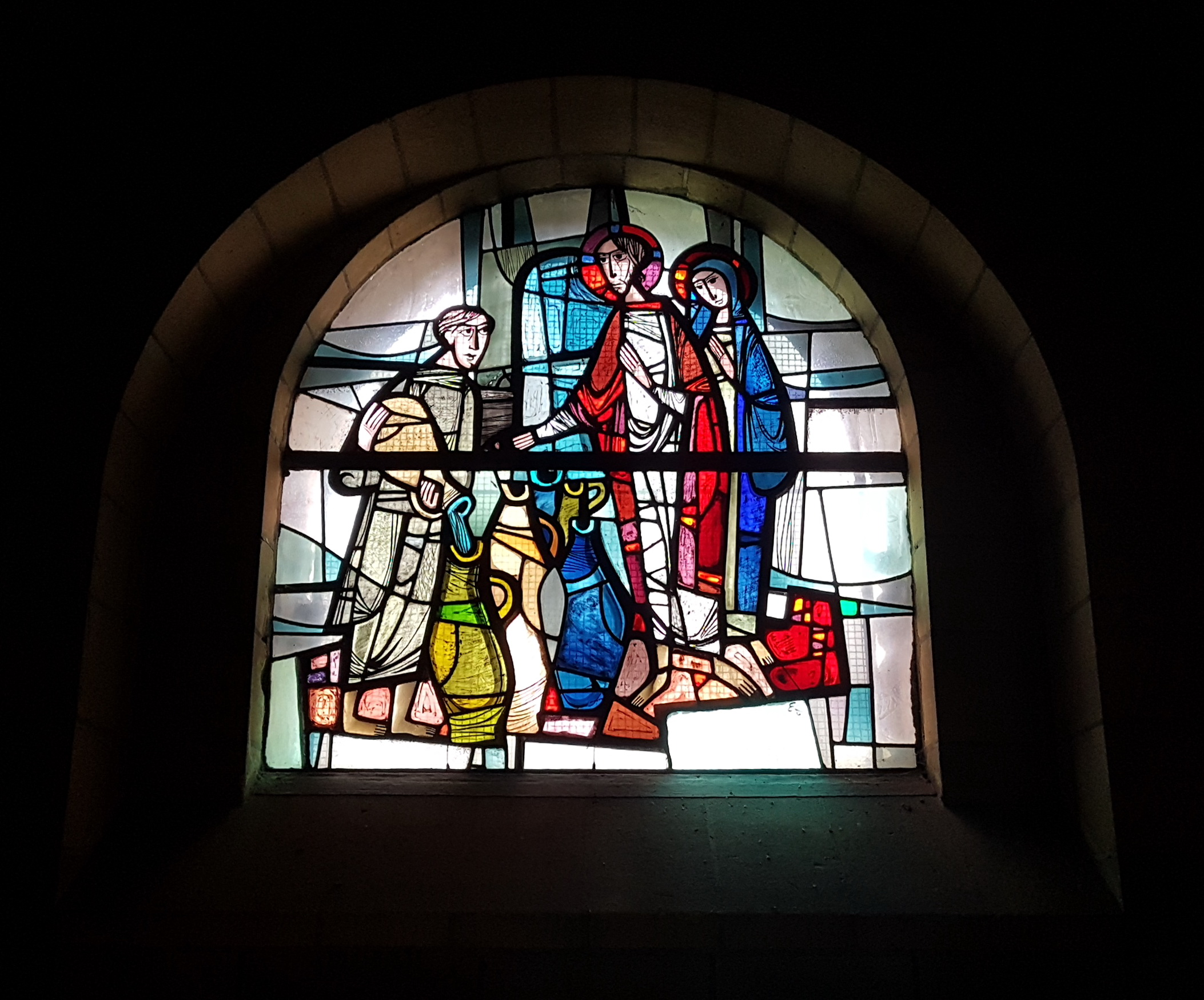
Maastricht-Wittevrouwenveld  OLV van Lourdeskerk
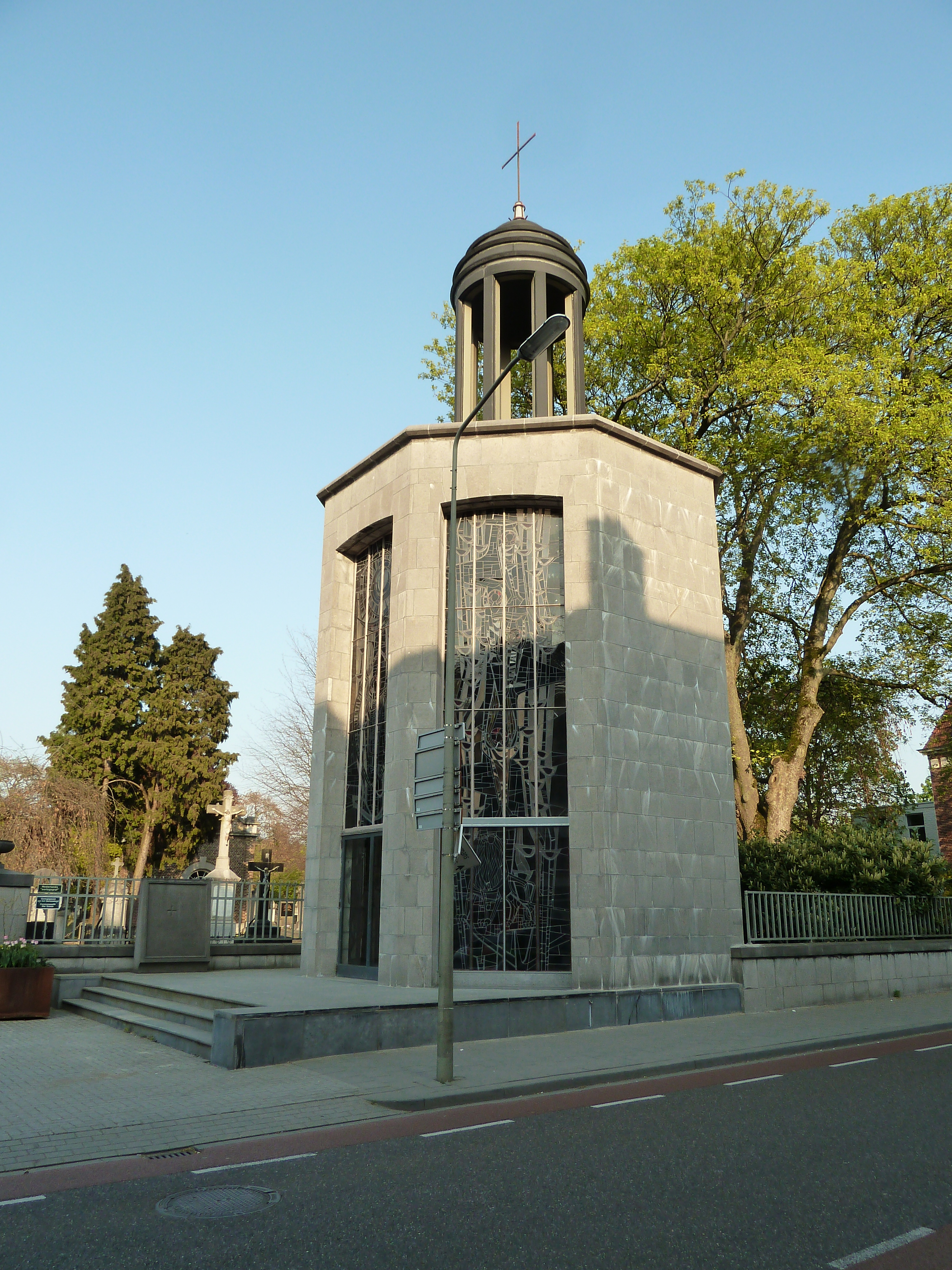
Heerlen  Kapel begraafplaats Akerstraat
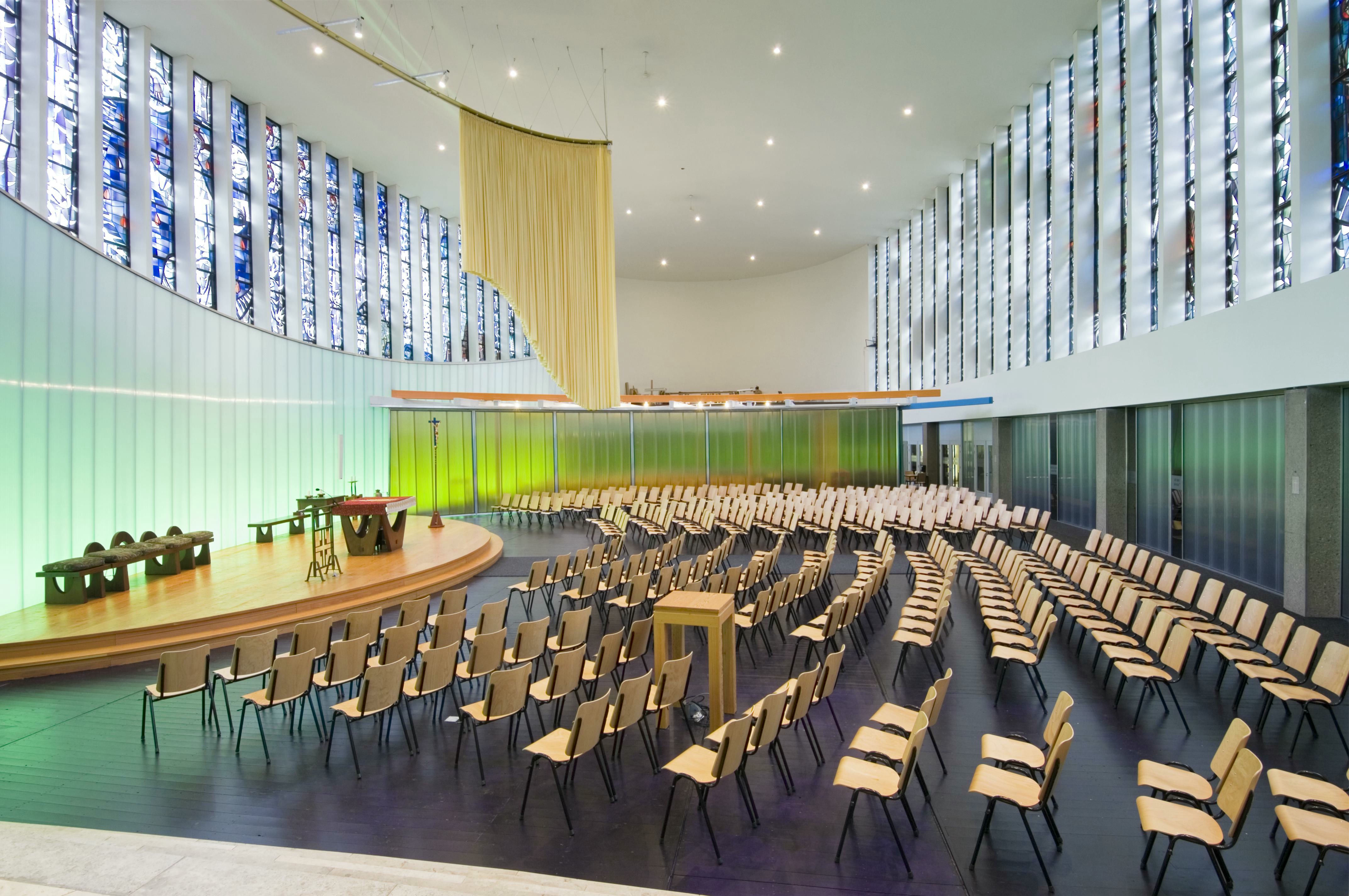
Interieur, kerkzaal - 's-Gravenhage  H.H. Antonius en Lodewijk
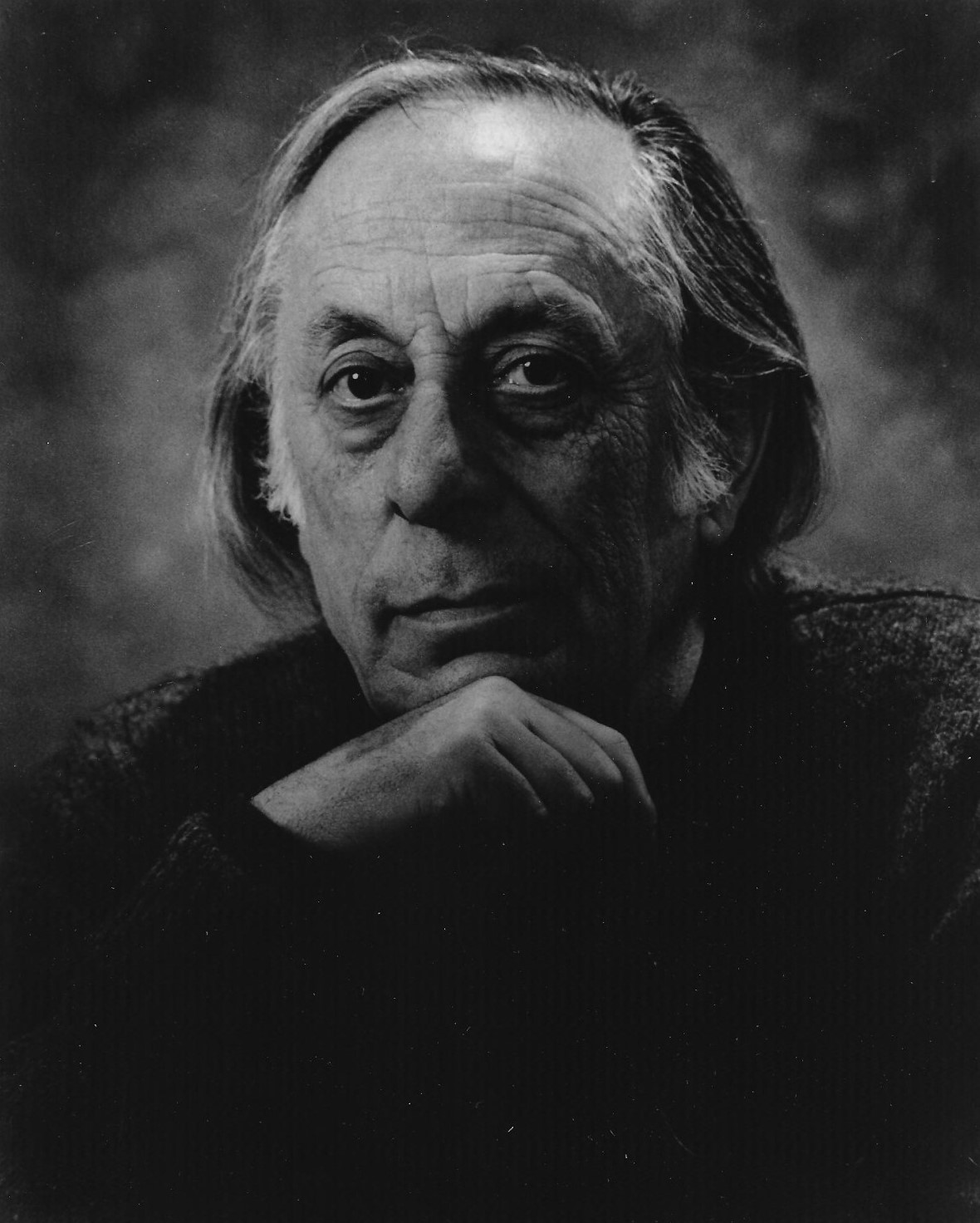
Eugene Laudy

- Biografisch Portaal: 13866729
- Gemeinsame Normdatei: 1072116138
- International Standard Name Identifier: 0000 0003 9723 0912
- Nederlandse Thesaurus van Auteursnamen: 322469554
- RKD-Nederlands Instituut voor Kunstgeschiedenis: 48277
- Virtual International Authority File: 292316155
- WorldCat: E39PBJxMkdYk9HVyy6R4xjXmVC